# Gymnosporia brachystachya
Gymnosporia brachystachya är en benvedsväxtart som beskrevs av Baker. Gymnosporia brachystachya ingår i släktet Gymnosporia och familjen Celastraceae. Inga underarter finns listade.